# Flora und Vegetation Jamaikas
Die Flora und Vegetation Jamaikas wird vom WWF in drei Ökoregionen eingeteilt: den jamaikanischen Feuchtwald, den jamaikanischen Trockenwald und die Mangroven an der Küste.
Jamaika war ursprünglich fast vollständig mit Wald bedeckt, es gab nur wenige offene Flächen. Durch Bebauung und Landwirtschaft wurden die meisten Gebiete zerstört. Etwa 6 % der Landfläche sind noch in ihrem ursprünglichen Zustand. 1995 wurde Jamaika vom World Resources Institute als Land mit der größten Abholzungsrate bestimmt. Unter dem Einfluss des zunehmenden Ökotourismus wurden Gesetze zum Schutz der verbleibenden Habitate erlassen, deren Durchsetzung aber schwierig ist.
Der Anteil endemischer Pflanzen ist sehr groß. Von den 3003 bekannten Blütenpflanzen kommen 28 % nur auf der Insel vor, bei den Farnen liegt der Anteil bei 14 %. Von den Bromelien und Orchideen sind knapp ein Drittel nur auf der Insel zu finden.

## Trockenwald
Der Trockenwald folgt der Küstenlinie in einem schmalen Streifen. Im Süden belegte er ursprünglich größere Flächen, diese sind aber fast vollständig abgeholzt und durch Felder ersetzt. Der Niederschlag liegt zwischen 700 und 1200 Millimetern pro Jahr. Die Wälder reichen selten höher als 200 Meter über den Meeresspiegel. Was die Zerstörung betrifft ist der Trockenwald die am schwersten betroffene Region. Unter den endemischen Pflanzen sind die monotypischen Gruppen Portlandia und Jacaima die zur Unterfamilie der Seidenpflanzengewächse gehören.

## Feuchtwald

Junge Triebe der Westindischen Zedrele (Cedrela odorata)

Der Feuchtwald bedeckte die größten Teile des Landesinneren. Lediglich die höchsten Teile der Blue Mountains sind waldfrei. Der Niederschlag kann an den Hängen der höchsten Gipfel bis zu 5000 Millimeter pro Jahr betragen, vor allem zu den beiden Regenzeiten. Die Abholzung ist nicht so weit fortgeschritten wie in den tiefer liegenden Trockenwäldern, was vor allem an den Schutzgebieten im Cockpit Country liegt.
Die dominierenden Arten sind die Westindische Zedrele (Cedrela odorata) und Mahoe (Hibiscus elatus).
Die Wälder in den Blue Mountains und in den benachbarten John Crow Mountains beherbergen 600 Blütenpflanzenarten und 275 Gefäßsporenpflanzen. Viele davon kommen sonst auf der Insel nicht vor.
Der Wald im Cockpit Country ist immergrün und noch weitestgehend unberührt. Es gibt Pläne, die großen Bauxit-Vorkommen unter dem Gebiet abzubauen. Arten, die nur hier vorkommen, stammen vor allem aus den Familien Rubiaceae (11 Arten), Asteraceae (9), Gesneriaceae (8), Euphorbiaceae (7), Orchidaceae (7) und Myrtaceae (6). Die Erforschung des Gebietes ist nicht abgeschlossen, es ist also mit weiteren Entdeckungen zu rechnen.

## Mangroven und Seegrasfelder
Zehn Prozent der Küste Jamaikas sind mit Mangrovenwäldern bedeckt, etwa elf Prozent davon stehen unter Schutz. Die hier vorkommenden Pflanzenarten finden sich an allen Küsten der Großen Antillen.
Die Seegrasfelder sind vor allem in der Pedrobank und entlang der südlichen Küste zu finden. Sie beherbergen zahlreiche Tierarten und sind bisher weitgehend intakt.